# Woluwe-Saint-Lambert
Woluwe-Saint-Lambert [wolywe sɛ̃ lɑ̃bɛːʁ] (franska) eller Sint-Lambrechts-Woluwe (fil) [sɪnt ˈlɑmbrɛxts ˈwoːlywə] (nederländska) är en av de 19 kommunerna i huvudstadsregionen Bryssel i Belgien. Kommunen ligger i regionens östra del och har cirka 57 712 invånare (2020).
I Woluwe-Saint-Lambert finns en av fyra Europaskolor i Brysselregionen.